# HTV Hemer
Der HTV Hemer e. V. ist ein Zusammenschluss der Handballabteilungen der Hemeraner Vereine TV Sundwig, TV Westig und HSV 81 Hemer. Ab der Saison 2015/16 spielte die HTV Herrenmannschaft in der Oberliga Westfalen. Seit der Saison 2022/23 spielt die HTV Herrenmannschaft in der Verbandsliga Westfalen. Die Damenmannschaft spielt ab der Saison 2023/24 in der Oberliga Westfalen.

## Entstehung und Namensgebung
Anfänglich gab es mehrere Turnvereine mit Handballabteilung in Hemer, darunter der TV Hemer 1862, TV Sundwig 1887, TV Westig 1882, TV Ihmert und dazu der Handballsportclub (HSC) Hemer. 1977 fusionierten der TV Sundwig und der TV Westig ihre Handballabteilungen zum HTV Sundwig-Westig (HTV für Handballer der Turnvereine). Aufgrund der Erfolge der Handballer des TV Hemer wurde 1981 die Handballabteilung in den HSV 81 Hemer ausgegliedert. 1996 wurde der HSV 81 Hemer in die Spielgemeinschaft aufgenommen, die dann als HTV Sundwig-Westig Hemer firmierte. In der Saison 2018/19 trat der Verein unter dem Namen HSV 81 Hemer an, um sich in der folgenden Saison als HTV Hemer zu präsentieren.

## Geschichte
Den größten Erfolg erzielten die Damen des HTV Hemer (damals unter dem Namen HSV 81 Hemer) im DHB-Pokal 1981/82. In der ersten Hauptrunde gelang dem damaligen Regionalligisten ein 12:11-Sieg beim Bundesligaabsteiger TuS Eintracht Minden. In der 2. Hauptrunde (Sechzehntelfinale) mussten sich die Frauen dem Bundesligisten SC Greven 09 mit 7:11 in eigener Halle geschlagen geben. Die Mannschaft spielte seit 1975/76 unter dem Namen TV Hemer 1862 in der Regionalliga, der damals zweithöchsten Spielklasse. In der Saison 1983/84 folgte (als HSV 81 Hemer) der Abstieg aus der Regionalliga.

## Erfolgreiche Jugendarbeit
Der HTV Hemer setzt seit jeher auf eine gute Jugendarbeit. So stellte der Verein eine große Anzahl an Kreis- und Westfalenmeister. In den Saisons 2013/14 und 2014/15 spielte die männliche A-Jugend in der Jugendhandballbundesliga. 2013/14 startete die Mannschaft in der Staffel Nord, belegte dort den 4. Tabellenplatz und verlor nur gegen die Jugendmannschaften der Top-Teams von der SG Flensburg-Handewitt, dem Tusem Essen und THW Kiel. In der folgenden Saison belegten die Jugendlichen den 11. Rang in der Bundesliga West. In der Saison 2020/21 gelang der männlichen A-Jugend der Gewinn der Westfalenmeisterschaft.
Seit der Saison 2020/21 startet die weibliche A-Jugend als amtierender B-Jugend-Westfalenmeister ebenfalls in der Bundesliga, wo sie die Gruppenphase mit drei Siegen und einer Niederlage als Gruppenzweiter hinter Bayer 04 Leverkusen beendete. Durch die coronabedingte Änderung des Wettbewerbsablaufs entfällt die Zwischenrunde. Die Mannschaft schied im Achtelfinale um die Deutsche Meisterschaft gegen die SG Kappelwindeck/Steinbach (25:24, 18:28) aus und qualifizierte sich dadurch erneut für die A-Jugend Bundesliga. In der Saison 2021/22 traf das Team in der Gruppenphase auf BSV Sachsen Zwickau (33:21), Berliner TSC (37:26) und die HSG Blomberg-Lippe (29:40) und qualifizierte sich für die Zwischenrunde der Meisterrunde. In der Zwischenrunde schied man nach den Begegnungen gegen den Buxtehuder SV (24:45), TV Aldekerk (27:27) und Borussia Dortmund (35:30) aufgrund der schlechteren Tordifferenz aus. Durch das erneute Erreichen des Achtelfinales um die Deutsche Meisterschaft qualifizierte sich das Team zum dritten Mal in Folge für die Jugendbundesliga. Ebenfalls in der Saison 2021/22 konnte das Team erneut die Westfalenmeisterschaft gewinnen, dieses Mal in der A-Jugend.

## Bekannte ehemalige Spieler
- Mark Dragunski (2011)
- Stefan Krebietke (2011)